# Файзуллаев, Аббосбек
Аббосбе́к Сайджо́нович (Сайджо́н огли́) Файзулла́ев (узб. Abbosbek Sayidjon oʻgʻli Fayzullayev; род. 3 октября 2003, Сырдарья, Сырдарьинская область) — узбекский футболист, вингер турецкого клуба «Истанбул Башакшехир» и сборной Узбекистана.

## Клубная карьера

### «Пахтакор»
Воспитанник клуба «Пахтакор». 6 мая 2021 года в матче против «Турона» дебютировал в узбекистанской Суперлиге. 29 июня 2022 года в игре против «Бунёдкора» забил первый гол за ташкентский клуб. 26 апреля 2022 года в матче против клуба «Ат-Таавун» (5:4) он забил дебютный гол в Лиги чемпионов АФК. 23 августа 2022 года в матче 1/8 Кубка Узбекистана против «Шуртана» (5:0) Файзуллаев оформил первый дубль в карьере.

### ЦСКА (Москва)
4 августа 2023 года Аббосбек подписал контракт с московским ЦСКА сроком на три года.19 августа в матче против «Динамо» (1:2) дебютировал за новый клуб, выйдя на замену на 87-й минуте. 16 сентября 2023 года в матче чемпионата России против «Крыльев Советов», выйдя на замену во втором тайме, он отдал голевую передачу Фёдору Чалову, тем самым впервые отметившись результативным действием за «армейцев». 24 сентября в поединке против «Ростова» (3:3), забил первый гол за ЦСКА.
В декабре 2023 года попал в номинацию на звание лучшего молодого игрока мира в 2023 году по версии IFFHS. 26 мая 2024 года Файзуллаев стал обладателем награды «Открытие сезона» в Российской Премьер-лиге 2023/24.
29 октября 2024 года признан лучшим молодым игроком 2023 года в Азии. В период зимнего перерыва главный тренер ЦСКА Марко Николич начал внедрять схему 4-4-2 ромб, не предусматривающую позиции крайнего полузащитника. В связи с этим Файзуллаева стали задействовать на позиции «восьмерки». Непривычная роль сказалась на результативности вингера, и он часто начинал матчи в запасе. По итогам сезона 2024/25 вместе с ЦСКА завоевал бронзовые медали чемпионата России. 1 июня 2025 года стал обладателем Кубка России.
12 июля 2025 года Файзуллаев стал обладателем Суперкубка России.

### «Истанбул Башакшехир»
30 июля 2025 года Аббосбек Файзуллаев перешёл в турецкий клуб «Истанбул Башакшехир», подписав пятилетний контракт. Сумма трансфера составила 7,5 миллионов евро.

## Международная карьера
Выступая в академии «Пахтакора», получил вызов в сборную Узбекистана до 19 лет. В октябре 2021 года был приглашён в сборную до 20 лет на матчи квалификации молодёжного Кубка Азии и дебютировал голом в ворота Бангладеш. За выступления на чемпионате Азии среди молодёжных команд 2022, в котором сборная Узбекистана стала победителем, обыграв в финале сверстников из Саудовской Аравии, получил награду лучшего молодого игрока года по версии Футбольной ассоциации Узбекистана.
11 июня 2023 года дебютировал за основную сборную в матче против сборной Омана (3:0). 17 июня в матче против сборной Таджикистана забил свой первый гол за национальную команду и принёс победу со счётом 5:1. 4 января 2024 года вошёл в окончательную заявку сборной для участия на кубке Азии 2023. На турнире провёл 5 матчей, забил два гола в ворота сборных Индии и Таиланда.
В 2024 году в составе олимпийской сборной Узбекистана принял участие в летних Олимпийских играх в Париже. На турнире сыграл в матче против Испании.
14 ноября 2024 года в отборочном матче ЧМ-2026 против сборной Катара (3:2) Файзуллаев оформил дубль, который стал для него первым за сборную.

## Достижения

### Командные
«Пахтакор»
- Чемпион Узбекистана (3): 2021, 2022, 2023[англ.]
- Обладатель Суперкубка Узбекистана: 2022[англ.]

Узбекистан (до 20)
- Обладатель Кубка Азии (до 20): 2023[англ.]

ЦСКА
- Бронзовый призёр чемпионата России: 2024/25
- Обладатель Кубка России: 2024/25
- Обладатель Суперкубка России: 2025

### Личные
- Лучший игрок Кубка Азии (до 20): 2023[англ.][26]
- Футболист года в Узбекистане: 2023[27], 2024[28]
- Открытие сезона в РПЛ: 2023/24[29]
- Лучший молодой игрок года Азии: 2023[англ.][11]
- В списках «33 лучших футболистов» чемпионата России: 2023/24 (№ 2)[30]
- Узбекистон ифтихори (6 июня 2025 года) — за большой вклад в развитие и широкую популяризацию спорта в нашей стране, утверждение здорового образа жизни в обществе, проявленные истинное мужество и стойкость, образец высокого профессионализма и целеустремленности в отборочных турнирах среди сильнейших команд Азии по футболу и впервые в истории нашей Родины завоевание путёвки на чемпионат мира, ставшее большой победой, активное участие в деле приумножения славы Нового Узбекистана в мировом масштабе, воспитания молодого поколения в духе любви к Родине, национальной гордости и патриотизма[31]

## Статистика

### Клубная
| Выступление         | Выступление      | Выступление      | Лига | Лига | Кубки | Кубки | Международные | Международные | Итого | Итого |
| Клуб                | Лига             | Сезон            | Игры | Голы | Игры  | Голы  | Игры          | Голы          | Игры  | Голы  |
| ------------------- | ---------------- | ---------------- | ---- | ---- | ----- | ----- | ------------- | ------------- | ----- | ----- |
| Пахтакор            | Суперлига        | 2021             | 6    | 0    | 1     | 0     | 2             | 0             | 9     | 0     |
| Пахтакор            | Суперлига        | 2022             | 21   | 5    | 2     | 2     | 3             | 1             | 26    | 8     |
| Пахтакор            | Суперлига        | 2023             | 6    | 2    | —     | —     | —             | —             | 6     | 2     |
| Пахтакор            | Итого            | Итого            | 33   | 7    | 3     | 2     | 5             | 1             | 41    | 10    |
| ЦСКА (Москва)       | Премьер-лига     | 2023/24          | 22   | 4    | 10    | 1     | —             | —             | 32    | 5     |
| ЦСКА (Москва)       | Премьер-лига     | 2024/25          | 27   | 2    | 12    | 1     | —             | —             | 39    | 3     |
| ЦСКА (Москва)       | Премьер-лига     | 2025/26          | 0    | 0    | 1     | 0     | —             | —             | 1     | 0     |
| ЦСКА (Москва)       | Итого            | Итого            | 49   | 6    | 23    | 2     | —             | —             | 72    | 8     |
| Истанбул Башакшехир | Суперлига        | 2025/26          | 0    | 0    | 0     | 0     | 0             | 0             | 0     | 0     |
| Истанбул Башакшехир | Итого            | Итого            | 0    | 0    | 0     | 0     | —             | —             | 0     | 0     |
| Всего за карьеру    | Всего за карьеру | Всего за карьеру | 82   | 13   | 26    | 4     | 5             | 1             | 113   | 18    |

1. ↑  Кубок Узбекистана, Кубок России, Суперкубок России.
2. ↑  Лига чемпионов АФК.

### Матчи за сборную
| Матчи и голы Файзуллаева за сборную Узбекистана | Матчи и голы Файзуллаева за сборную Узбекистана | Матчи и голы Файзуллаева за сборную Узбекистана | Матчи и голы Файзуллаева за сборную Узбекистана | Матчи и голы Файзуллаева за сборную Узбекистана | Матчи и голы Файзуллаева за сборную Узбекистана |
| №                                               | Дата                                            | Оппонент                                        | Счёт                                            | Голы                                            | Соревнование                                    |
| ----------------------------------------------- | ----------------------------------------------- | ----------------------------------------------- | ----------------------------------------------- | ----------------------------------------------- | ----------------------------------------------- |
| 1                                               | 11 июня 2023                                    | Оман                                            | 3:0                                             | —                                               | Кубок наций ФАЦА 2023                           |
| 2                                               | 17 июня 2023                                    | Таджикистан                                     | 5:1                                             | 1                                               | Кубок наций ФАЦА 2023                           |
| 3                                               | 20 июня 2023                                    | Иран                                            | 0:1                                             | —                                               | Кубок наций ФАЦА 2023                           |
| 4                                               | 13 октября 2023                                 | Вьетнам                                         | 2:0                                             | —                                               | Товарищеский матч                               |
| 5                                               | 16 октября 2023                                 | Китай                                           | 2:1                                             | —                                               | Товарищеский матч                               |
| 6                                               | 16 ноября 2023                                  | Туркменистан                                    | 3:1                                             | —                                               | Отборочные матчи ЧМ-2026                        |
| 7                                               | 21 ноября 2023                                  | Иран                                            | 2:2                                             | —                                               | Отборочные матчи ЧМ-2026                        |
| 8                                               | 25 декабря 2023                                 | Кыргызстан                                      | 4:1                                             | 1                                               | Товарищеский матч                               |
| 9                                               | 13 января 2024                                  | Сирия                                           | 0:0                                             | —                                               | Кубок Азии 2023                                 |
| 10                                              | 18 января 2024                                  | Индия                                           | 3:0                                             | 1                                               | Кубок Азии 2023                                 |
| 11                                              | 23 января 2024                                  | Австралия                                       | 1:1                                             | —                                               | Кубок Азии 2023                                 |
| 12                                              | 30 января 2024                                  | Таиланд                                         | 2:1                                             | 1                                               | Кубок Азии 2023                                 |
| 13                                              | 3 февраля 2024                                  | Катар                                           | 1:1 (2:3 пен.)                                  | —                                               | Кубок Азии 2023                                 |
| 14                                              | 21 марта 2024                                   | Гонконг                                         | 2:0                                             | —                                               | Отборочные матчи ЧМ-2026                        |
| 15                                              | 26 марта 2024                                   | Гонконг                                         | 3:0                                             | —                                               | Отборочные матчи ЧМ-2026                        |
| 16                                              | 5 июня 2024                                     | Туркменистан                                    | 3:1                                             | —                                               | Отборочные матчи ЧМ-2026                        |
| 17                                              | 11 июня 2024                                    | Иран                                            | 0:0                                             | —                                               | Отборочные матчи ЧМ-2026                        |
| 18                                              | 5 сентября 2024                                 | КНДР                                            | 1:0                                             | —                                               | Отборочные матчи ЧМ-2026                        |
| 19                                              | 10 сентября 2024                                | Кыргызстан                                      | 3:2                                             | —                                               | Отборочные матчи ЧМ-2026                        |
| 20                                              | 10 октября 2024                                 | Иран                                            | 0:0                                             | —                                               | Отборочные матчи ЧМ-2026                        |
| 21                                              | 15 октября 2024                                 | ОАЭ                                             | 1:0                                             | —                                               | Отборочные матчи ЧМ-2026                        |
| 22                                              | 14 ноября 2024                                  | Катар                                           | 2:3                                             | 2                                               | Отборочные матчи ЧМ-2026                        |
| 23                                              | 19 ноября 2024                                  | КНДР                                            | 1:0                                             | 1                                               | Отборочные матчи ЧМ-2026                        |
| 24                                              | 20 марта 2025                                   | Кыргызстан                                      | 1:0                                             | —                                               | Отборочные матчи ЧМ-2026                        |
| 25                                              | 25 марта 2025                                   | Иран                                            | 2:2                                             | 1                                               | Отборочные матчи ЧМ-2026                        |

Итого: 25 матча / 8 голов; 16 побед, 6 ничьих, 3 поражения.